# Elektronisk musik

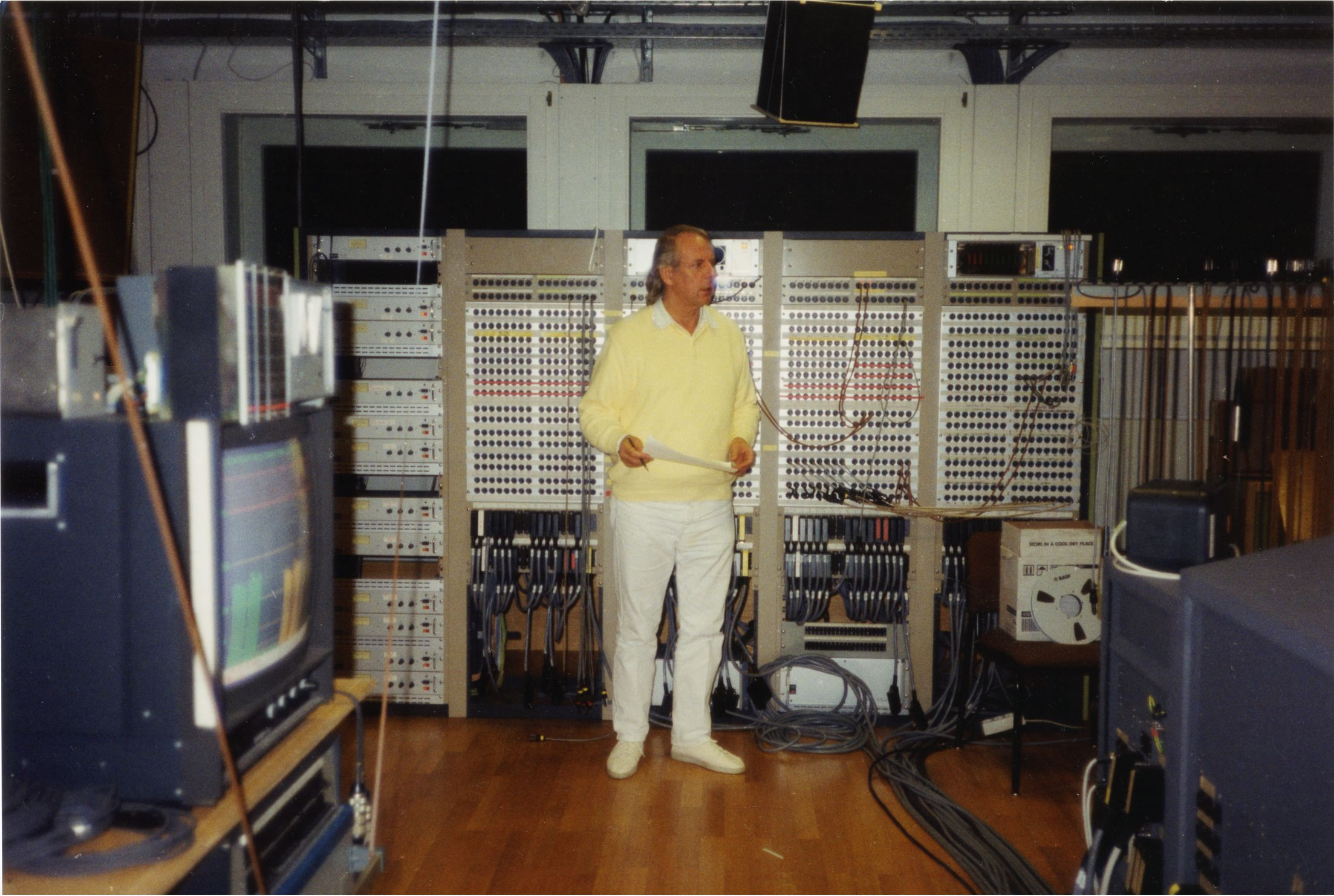
Karlheinz Stockhausen i Westdeutscher Rundfunks studio, 1991.

Elektronisk musik är en musikgenre som framhäver användandet av elektroniska musikinstrument eller elektronisk musikteknologi som en central aspekt av musiken.
Historiskt sett har elektronisk musik varit musik skapad med hjälp av elektroniska musikinstrument eller elektronisk bearbetning, med under moderna tider har den uppdelningen förlorat sin betydelse, eftersom nästan all musik som spelas in idag och de flesta livespelningarna är beroende av omfattande användning av elektronik.
Idag används termen elektronisk musik för att skilja på musik som använder elektroniken som fokus eller har det som inspirationskälla, från musik som använder elektronik för att skapa en produktion som kan ha elektroniska inslag i musiken, men inte fokuserar på den elektroniska delen.
Nutida elektronisk musik uttrycker både konstmusikformer, såsom elektroakustisk musik, experimentell musik, konkret musik och annat; och populärmusikformer inklusive många sorters dansmusik, såsom techno, house, trance, electro, breakbeat, drum and bass, synthpop och så vidare. 
En skillnad kan göras mellan instrument som skapar sitt ljud genom elektromekaniska medel och instrument som skapar ljud genom användning av elektriska komponenter. Exempel på elektromekaniska instrument är teleharmonium, Hammond B3 och elgitarr, medan exempel på elektroniska instrument är Theremin, synthesizer och dator.

## Historia

### Sent 1800-tal till tidigt 1900-tal

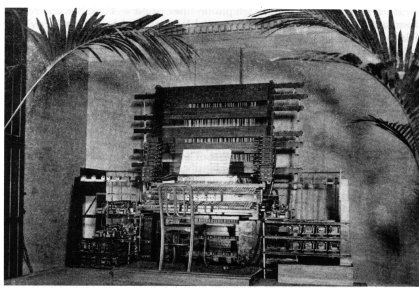
Teleharmonium av Thaddeus Cahill 1897

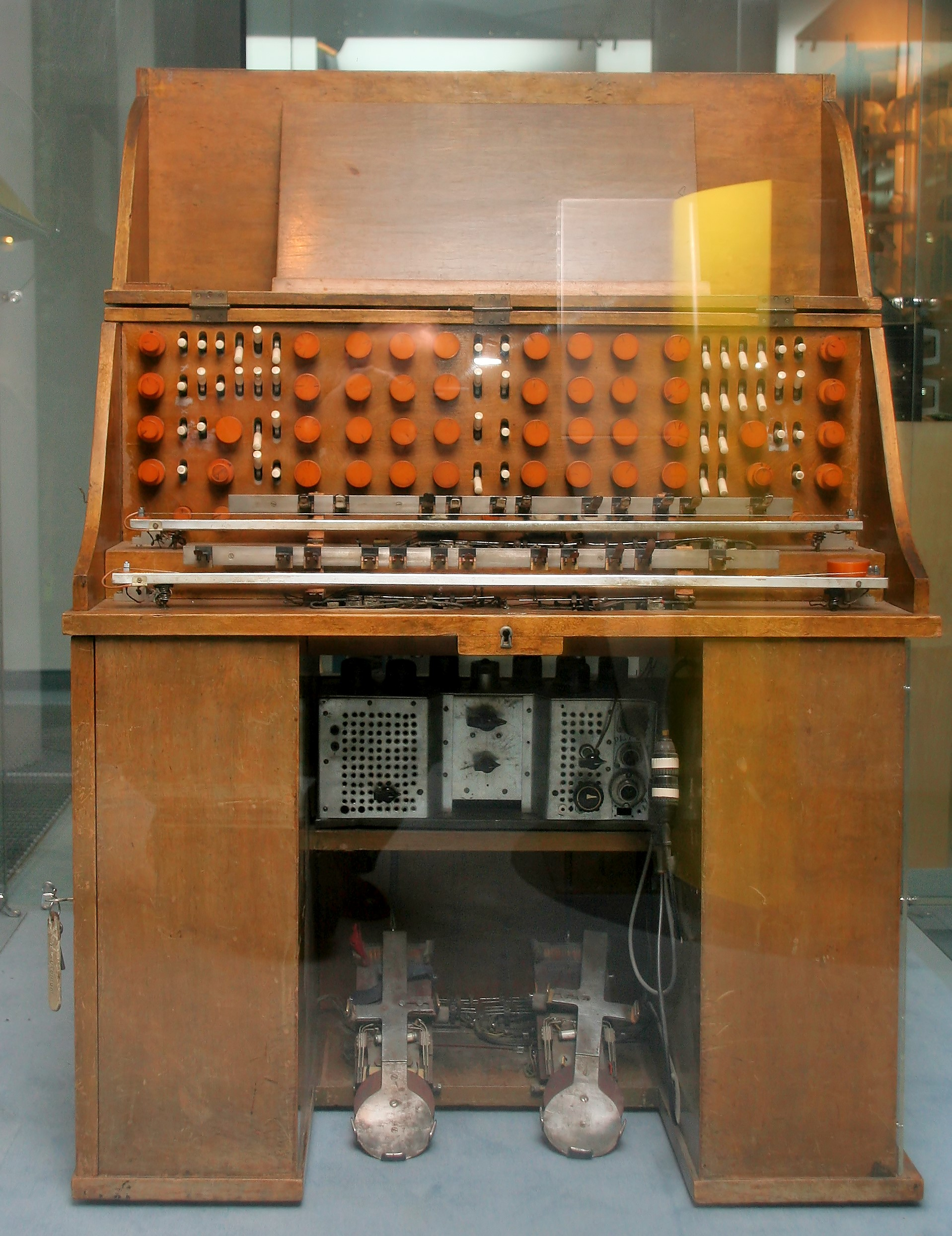
Ett Mixtur Trautonium från 1952.
Oskar Sala var en känd användare av detta instrument.

Innan den elektroniska musiken fanns det en vilja hos kompositörerna att använda den nyuppkomna teknologin för musikaliska ändamål. Flera instrument som använde elektromekanisk design skapades och de beredde vägen för senare uppkomna musikaliska instrument. Ett elektromekaniskt instrument kallades Teleharmonium (eller Telharmonium), och det skapades av Thaddeus Cahill under åren 1898-1912. Dock kunde Teleharmoniumen inte användas praktiskt, då dess otroliga storlek hindrade detta. Det första elektroniska instrumentet anses ofta vara thereminen, uppfunnen av Léon Theremin mellan åren 1919 och 1920.
Ett annat tidigt elektroniskt instrument var Ondes Martenot, som bland annat är känt för sin användning i Turangalîlasymfonin av Olivier Messiaen, och andra verk av honom. Den användes också av andra kompositörer, främst franska, och däribland bland annat André Jolivet.

### Efterkrigstiden: 1940-tal till 1950-tal
Bandspelaren hade utvecklats i Tyskland under 1930-talet. En teknik kallad Wire recording hade dock använts sen 1898. Den första praktiska bandspelaren kallades Magnetophon, och presenterades 1935 av AEG i Tyskland. (Angus 1984) Det var inte länge sedan kompositörer använde bandspelare för att experimentera fram ny musik, så kallad konkret musik (musique concrete). Den tekniken gick ut på att redigera ihop inspelade fragment med naturliga och industriella ljud.
De första styckena med konkret musik skrevs av Pierre Schaeffer, som senare arbetade tillsammans med Pierre Henry. Karlheinz Stockhausen arbetade kort i Schaeffers studio 1952, och efter det många år på Westdeutscher Rundfunk Kölns studio för elektronisk musik,
under två tillfällen kombinerade han elektroniskt framställd musik med ganska sedvanliga orkestrar—i Mixtur (1964) och Hymnen, dritte Region mit Orchester (1967).
Stockhausen förklarade att lyssnarna hade berättat för honom att hans elektroniska musik gav dem en känsla av "yttre rymden", känslan av att flyga, eller att vara i en fantastisk drömvärld.
Mer nyligen började Stockhausen producera sin musik i sin studio i Kürten, hans sista verk i genren var Cosmic Pulses (2007).
Två nya elektroniska musikinstrument debuterade år 1957. Till skillnad från de tidigare instrumenten Theremin och Ondes Martenot, var dessa instrument svåranvända och krävde omfattande programmering, och inget av dem kunde spelas under realtid. Det första av dessa elektroniska instrument var datorn när Max Mathews använde att program kallat Music 1, senare personer som använde programmet var bland annat Edgard Varèse och Iannis Xenakis. Det andra elektroniska instrumentet som kom till det året var den första elektroniska synthesizern. Den kallades RCA Mark II Sound synthesizer och använde elektronrörsoscillatorer och byggde in den första elektroniska sequencern. Den designades av RCA och installerades på Columbia-Priceton Electronic Music Center, där den är kvar än idag.
Columbia-Princeton Electronic Music Center, numera känd som Computer Music Center är det äldsta centret för elektronisk och datorbaserad musikforskning i USA. Det startades 1958 av Vladimir Ussatjevskij och Otto Luening som hade arbetat med det magnetbands-hantering sedan början av 1950-talet. En studio byggdes där med hjälp av ingenjören Peter Mauzey (Luening 1968, 48).
På Philips Research Laboratories i Eindhoven, komponerade 1957-1961 Tom Dissevelt och Dick Raaijmakers skivan Song of the Second Moon. 

### 1960-tal till sent 1970-tal
En av de första synthesizers som kom fram var Buchla. Den framträdde första gången 1963, och var en produkt av kompositören Morton Subotnicks ansträngningar i spetsen på musique concrète-utvecklingen. År 1962 hyrde Subotnik och hans partner Ramon Sender en elektroingenjör, Don Buchla, för att bygga en "svart låda" som skulle användas till komposition.
En annan spelbar synthesizer, den första som använde piano-liknande tangenter, var Robert Moogs idé. År 1964 bjöd han in kompositören Herb Deutsch att besöka honom i hans studio i Trumansburg. Moog hade träffat Deutsch året innan, hört hans musik, och bestämt sig för att följa kompositörens förslag att bygga elektroniska musikmoduler. När Deutsch anlände till besöket, hade Moog skapat prototyper av två Voltage-controlled oscillators (VCO).
Även Paul Ketoff, en ljudtekniker för RCA Italiana i Rom närmade sig William O. Smith, som var chef för den elektroniska musikstudion vid stadens American Academy, med ett förslag att bygga en liten spelbar synthesizer för akademins studio år 1964. Smith rådfrågade Otto Luening, John Eaton och andra kompositörer som var vid akademin då. Smith accepterade Ketoffs förslag, och Ketoff levererade sin Synket (förkortning av Synthesizer Ketoff) tidigt 1965. 
Musiken till filmen Förbjuden värld av Louis och Bebe Barron,
var enbart komponerad med hjälp av specialgjorda elektroniska kretsar 1956. På albumet från filmen förklarar Louis och Bebe:
We design and construct electronic circuits which function electronically in a manner remarkably similar to the way that lower life-forms function psychologically. [. . .]. In scoring Forbidden Planet – as in all of our work – we created individual cybernetics circuits for particular themes and leit motifs, rather than using standard sound generators. Actually, each circuit has a characteristic activity pattern as well as a "voice". [. . .]. We were delighted to hear people tell us that the tonalities in Forbidden Planet remind them of what their dreams sound like.
Robert Moogs skapande av Moog-synthesizern gjorde att elektronisk musik blev vanligt inom populärmusik. Först hos progressiva brittiska rockband som Pink Floyd och Yes och i den tyska krautrock-rörelsen med band som Can, Neu! och Kraftwerk.
Enligt en biografi av folkrockbandet Crosby, Stills & Nash spelades ett antal tidiga experimentella elektroniska musikarbeten in i början av 1970-talet genom ett samarbete mellan David Crosby, Grateful Dead-medlemmarna Jerry Garcia, Phil Lesh och Mickey Hart, och kompositören Ned Lagin. Dessa inkluderade Lagins album Seastones, som först släpptes 1975.

### Sent 1970-tal till sent 1980-tal

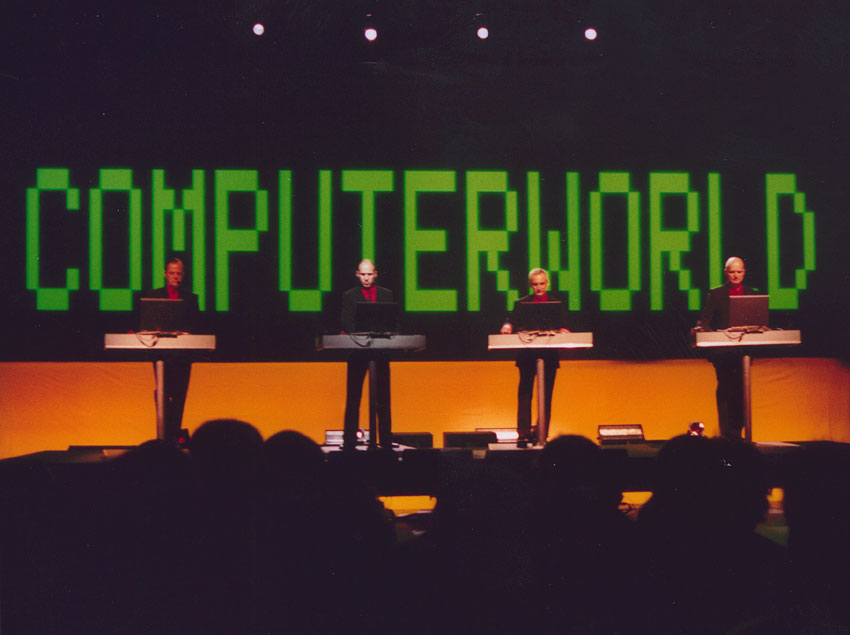
Kraftwerk live i Stockholm 2004

Från 1970-talet blev elektronisk musik vanlig inom populärmusik. Kraftwerk utvecklade en poporienterad elektronisk musik på album som Trans Europe Express 1977 och The Man Machine 1978. David Bowie samarbetade med Brian Eno med ett elektroniskt sound på albumen Heroes och Low. Giorgio Moroder skapade ett stilbildande elektroniskt sound inom discomusiken. År 1979 hjälpte den brittiska artisten Gary Numan till att få den elektroniska musiken till en vidare del av popmusiken med sin listetta Cars från albumet The Pleasure Principle. Syntpop blev kommersiellt stort i början av 1980-talet med band som Depeche Mode, The Human League och New Order.

### Utveckling från 1980-talet till början av 2000-talet
Under det tidiga 2000-talet började indiepopvärldens artister intressera sig för vad som kan beskrivas som elektronisk musik, vilket gjorde att indietronica växte fram. Inkluderade bland dessa artister är Four Tet, The Postal Service, Caribou och Psapp. Dessa artister använder olika sorters redskap för att skapa musik, ofta trummaskiner och laptops. En speciell rörelse inom indieelektroniska musikscenen är folktronicarörelsen, som kombinerar olika sorters folkmusik med elektronisk musik.

### Circuit bending
Circuit bending är en kreativ kortslutning med låg elektrisk spänning, batteridriven elektronisk ljudmanick, exempelvis gitarrers effektpedaler, barns leksaker och små synthesizrar för att skapa nya musikaliska instrument och ljudgeneratorer. Man understryker spontanitet och slumpmässighet. Circuit bending-teknik har vanligtvis associerats med noise, även om många mer sedvanliga samtida musiker och musikgrupper som experimenterat med "circuit bent"-instrument har känts till.

## Översikt

### Genrer
Elektronisk musik, speciellt från slutet av 1990-talet, bröt emot många genrer, stilar och understilar - för många för att lista här. Även om det inte finns några strikta gränser kan vi generellt sett identifiera experimentella och klassiska stilar: elektroakustisk musik och konkret musik från runt 1945 till nutid; den industriella musiken och synthpopstilarna från 1980-talet; stilar som främst är till för dans såsom italodisco, eurodisco, eurodance, techno, house, trance, electro, breakbeat, drum'n'bass (också kallad jungle), Gabber och stilar som är menade mer som experimentella stilar eller för lyssnande hemma, som electronica, indietronica, glitch, breakcore och triphop. Spridningen av persondatorer och MIDI-gränssnittet som började på 1980-talet skapade en ny genre av elektronisk musik, ibland kallad chipmusik eller bitpop. Dessa stilar producerades till en början med hjälp av specialgjorda ljudchip i persondatorer som till exempel Commodore 64, Commodore Amiga och Atari ST bland andra, växte kraftigt utanför demoscenen.